# Aéroport d'Halli
L'aéroport d'Halli (Hallin lentoasema en finnois) est un des principaux aéroports militaires de Finlande. 
Il est situé dans le centre du pays, à Kuorevesi dans la commune de Jämsä, dans la région de Finlande-Centrale.
Il est accessible par la route régionale 343.

## Utilisation de l'aéroport
Inauguré en 1940, l'aéroport n'accueille pas de liaisons régulières, seuls 17 passagers civils ont utilisé ses installations au cours de l'année 2007. Il est par contre largement utilisé par les militaires de l'armée de l'air. L'école des techniciens de l'air et l'entreprise d'armement Patria (notamment sa filiale Patria Aviation) utilisent également ses installations.